# Heinz-Steyer-Stadion
Das Heinz-Steyer-Stadion ist ein Fußballstadion mit Leichtathletikanlage im Stadtteil Friedrichstadt der sächsischen Landeshauptstadt Dresden. Es hieß zunächst Stadion am Ostragehege des Dresdner SC. 1949 wurde es nach dem 1944 hingerichteten kommunistischen Fußballspieler Heinz Steyer umbenannt. 2021 wurde eine Renovierung begonnen. Nach dem Umbau bietet es über 10.400 Sitzplätze, davon sind 5400 überdacht. Durch mobile Tribünen in den Kurvenbereichen lässt sie sich auf bis zu 15.000 Plätze erweitern. Die Kosten für den gesamten Um- und Ausbau der Anlage beliefen sich auf ca. 54 Millionen Euro. Der Freistaat Sachsen steuerte vier Millionen Euro zum Stadionumbau bei und stellte zusätzlich etwa 770.000 Euro Fördergeld für die fachgerechte Entsorgung von kontaminiertem Boden zur Verfügung.
Das städtische Stadion ist Teil des Sportparks Ostra und wird hauptsächlich von der Fußballabteilung und den Leichtathleten des Dresdner SC genutzt. Seit 2007 ist auch der American-Football-Club der Dresden Monarchs in die Sportstätte gezogen.

## Geschichte
Eröffnet wurde das Stadion auf dem Gelände des ehemaligen Ostravorwerks am 12. Oktober 1919. Es verfügte zunächst über eine Fußballwiese, zwei Laufbahnen, Leichtathletikanlagen sowie eine 42 Meter lange Zuschauertribüne. Von Beginn an war der Dresdner SC Hauptnutzer. Der DFB trug vor dem Zweiten Weltkrieg mehrere Länderspiele im Ostragehege aus, das erste fand am 5. Mai 1921 gegen Österreich (3:3) statt. Nach einem Brand im Jahr 1928 wurde das Stadion ausgebaut und hatte danach ein Fassungsvermögen von 65.000 Zuschauern. Der Zuschauerrekord von 61.000 wurde am 26. Mai 1935 beim Länderspiel Deutschland gegen die Tschechoslowakei (2:1) aufgestellt. Beim Luftangriff am 13. Februar 1945 diente das Stadion den Bomberpiloten als Orientierungspunkt, wurde selbst aber nur unwesentlich beschädigt.

### Zur Zeit der Deutschen Demokratischen Republik
Nach Kriegsende spielte zunächst der DSC-Nachfolger SG Dresden-Friedrichstadt im Ostragehege. Am 31. Dezember 1949 wurde anlässlich des Abschiedsspiels für das Dresdner Fußballidol Richard Hofmann (SG Friedrichstadt gegen eine DDR-Auswahl 2:0) die erste deutsche Stadion-Flutlichtanlage eingeweiht. Nach der Auflösung der SG Friedrichstadt wurde das Stadion 1950 Spielstätte der SG Deutsche Volkspolizei Dresden, die am 12. April 1953 in SG Dynamo Dresden umbenannt wurde. Zwei Mal (1954 und 1959) wurde das Finale des FDGB-Pokals im Heinz-Steyer-Stadion ausgetragen. Vor 55.000 Zuschauern trug die Fußballnationalmannschaft der DDR am 14. Juni 1953 ihr erstes Heim-Länderspiel gegen Bulgarien (0:0) aus. Als Dynamo Dresden 1957 in das Rudolf-Harbig-Stadion umzog, wurde der SC Einheit Dresden neuer Nutzer, der neben seiner Fußballsektion auch eine starke Leichtathletiksektion hatte.
Am 30. September 1961 fand das Finale um die Meisterschaft der Damen im Feldhandball statt. Das Spiel des SC Fortschritt Weißenfels gegen den SC Rotation Berlin (7:3) verfolgten im Heinz-Steyer-Stadion 12.000 Zuschauer. Nachfolger der Fußballsektion des SC Einheit wurde 1966 die FSV Lokomotive Dresden, die aber bald darauf wegen des mangelnden Zuschauerinteresses zum Sportplatz an der Pieschener Allee umzog. Nachdem 1972 umfangreiche Renovierungsarbeiten durchgeführt worden waren, wurde das Stadion vielfach für sportliche Großveranstaltungen genutzt. 1978 wurde für mehr als eine Million DDR-Mark die elektronische Anzeigentafel mit knapp 10.000 50-Volt-Glühlampen aufgestellt. Die Tafel selbst ist 17,2 Meter breit und 8,28 Meter hoch und knapp zweieinhalb Meter tief. Die Steuerung befindet sich im Betonbau unterhalb der Anzeigetafel. Die Eingabe der Ergebnisse erfolgte von einem separaten Raum auf der Tribüne etwa 150 Meter Luftlinien entfernt (direkt oder per Lochstreifen). Mehrfach war das Steyer-Stadion Zielort des internationalen Straßenradrennens Friedensfahrt, und mit der neuen Kunststoffbahn kamen auch internationale Leichtathletikwettbewerbe nach Dresden, so wurde jährlich das „Goldene Oval“ veranstaltet. Es wurden 13 Leichtathletikweltrekorde im Steyer-Stadion aufgestellt. Darunter 1979 im Speerwurf von Ruth Fuchs und 1986 im Weitsprung von Heike Drechsler. 1990 fanden hier die letzten DDR-Leichtathletik-Meisterschaften statt. Insgesamt wurden hier sechs DDR-Meisterschaften ausgetragen. Nach seiner Wiedergründung zog 1990 der Dresdner SC erneut in das Heinz-Steyer-Stadion ein.

### Baufälligkeit
Bei der Hochwasserkatastrophe 2002 durch die naheliegende Elbe trug die Heimat des DSC schwere Schäden davon. 2006 scheiterten Pläne für einen Umbau zu einem WM-tauglichen Stadion. Nachdem ein Teil der Bausubstanz als einsturzgefährdet galt, war das Stadion statt für 24.000 Zuschauer nur noch für 4500 Zuschauer zugelassen. Es gab 2660 Sitzplätze, davon 1860 überdacht.
Am 12. März 2015 begann man mit Umbaumaßnahmen mit dem Ziel, die Kapazität wieder auf 10.000 Plätze zu erhöhen, u. a. mit mobilen Tribünen. Der Umbau soll dabei auf die Hauptnutzer Leichtathletik, Fußball und American Football abgestimmt sein. Im März 2015 begann mit dem Abriss der alten Holztribüne (Nordtribüne) die Modernisierung. Weil dadurch auch Umkleidekabinen für die Sportler wegfielen, war vorher zwischen dem Stadion und der Eisschnelllaufbahn ein neues Funktionsgebäude errichtet worden. Die neue komplett überdachte Nordtribüne mit 1864 Sitzen wurde 2017 eingeweiht.

### Umbau zum Multifunktionsstadion
Das Umbauprojekt war von der STESAD GmbH (Stadtentwicklungs-Gesellschaft der Stadt Dresden) europaweit ausgeschrieben worden, und eine Jury entschied sich im November 2020 für einen der drei Bewerber. Der Stadtrat bestätigte in seiner Sitzung am 28. Januar 2021 den Vorschlag der Jury und erteilte damit den Zuschlag. Daraufhin wurde am 26. Oktober 2021 mit dem Abriss der alten Steintribüne begonnen; die Fertigstellung der Multifunktionssportstätte ist erfolgt. Nach dem Umbau bietet die Multifunktionsarena mit dem Schwerpunkt Leichtathletik bis zu 15.000 Zuschauern Platz. Mobile Tribünen in den Kurven können die eigentliche Zuschauerkapazität des Stadions von 5000 Sitzplätzen je nach Bedarf für große Veranstaltungen erweitern. Innerhalb des Gebäudes der Haupttribüne sind außerdem der Bau einer Fechthalle, multifunktionale Sporträume, Fitness- und Tagungsräume, Platz für Sportmedizin, Büros der Vereine sowie Gastronomie erfolgt. Eine Plaza als zentraler Eingangsbereich zum gesamten Sportpark Ostra ergänzt die Neubau-Umsetzung. Der bestehende Finanzierungsrahmen beläuft sich auf 37,3 Millionen Euro, wovon die Stadt Dresden 33,3 Millionen Euro trug. Mitte Dezember 2020 übergab der sächsische Sportminister Roland Wöller einen Fördermittelbescheid über vier Millionen Euro an Oberbürgermeister Dirk Hilbert. Bis Sommer 2024 wurde das Stadion modernisiert, damit hier 2025 die Finals inkl. Deutschen Leichtathletik-Meisterschaften stattfinden können.
Im Oktober 2024 wurde eine weiter Kostensteigerung auf vermutlich 58 Millionen Euro bekannt.
Bis zum 30. Juni 2024 sollte das Heinz-Steyer-Stadion vom Generalübernehmer ZECH fertiggestellt und an die Landeshauptstadt Dresden übergeben werden. Seit dem 1. Juli 2024 wurde die Sportanlage durch den Eigenbetrieb Sportstätten in Betrieb genommen. Ab Mitte Juli zogen die Vereine und Mieter ein. Am 29. August fand eine Vor-Eröffnung mit Fünf-Kilometer-Lauf vom Rudolf-Harbig-Stadion ins Heinz-Steyer-Stadion statt. Das Stadion wurde am 30. August mit der Leichtathletikveranstaltung „Goldenes Oval“ der World Athletics Continental Tour (World Athletics), in Anwesenheit von Oberbürgermeister Dirk Hilbert, Ministerpräsident Michael Kretschmer, DSC-Präsidentin Birke Tröger und Sören Glöckner, dem Präsidenten der Dresden Monarchs, offiziell wiedereröffnet. Als Teil der World Athletics Continental Tour waren auch internationale Athleten zu Gast. Es knüpft an die Tradition des „Goldenen Ovals“ an, das von 1984 bis 1989 im Dresdner Stadion ausgetragen wurde. Am Tag darauf folgte ein Tag der offenen Tür, bei dem die im Stadion ansässigen Vereine und Mieter sich und ihre Sportarten den Besuchern präsentieren konnten. Am 1. September trugen die American-Football-Mannschaft der Dresden Monarchs ihr erstes Spiel im renovierten Rund gegen die Allgäu Comets aus. Auf der Plaza vor der Südtribüne befinden sich Aufenthalts- und Aktionsflächen. Es werden 38 Laubbäume gepflanzt. Am Stadion können 552 Fahrräder und 366 PKW geparkt werden, davon sind 28 Parkplätze für Fahrzeuge von Menschen mit eingeschränkter Mobilität. Bei der Einweihung wurde teilweise fehlende Technik und eine fehlende Anzeigentafel festgestellt. Bei höherem Zuschaueraufkommen müssen zusätzliche mobile Toiletten aufgestellt werden.

## Weltrekorde im Heinz-Steyer-Stadion
Im Stadion wurden 15 Leichtathletik-Weltrekorde aufgestellt. 13 davon durch DDR-Athleten. Hinzu kommen drei Weltrekorde im Sportangeln. Thomas Dold ist als einziger Mann in der Liste vertreten.
- 25. Aug. 1935:  Gisela Mauermayer (Speerwurf) 47,12 m
- 22. Juli 1961:  Helga Wischer (Sportangeln, Spinner-Dreikampf) 272,51 Punkte
- 22. Juli 1961:  Helga Wischer (Sportangeln, Fliege-Dreikampf) 297,81 Punkte
- 23. Juli 1961:  Helga Wischer (Sportangeln, Sechskampf) 570,38 Punkte
- 20. Juli 1973:  Renate Stecher (100-Meter-Lauf) 10,9 s
- 20. Juli 1973:  Renate Stecher (100-Meter-Lauf) 10,8 s
- 21. Juli 1973:  Renate Stecher (200-Meter-Lauf) 22,1 s
- 22. Juli 1973:  Annelie Ehrhardt (100-Meter-Hürdenlauf) 12,3 s
- 08. Mai 1976:  Rosemarie Ackermann (Hochsprung) 1,96 m
- 09. Mai 1976:  Christina Brehmer (400-Meter-Lauf) 49,77 s
- 09. Mai 1976:  Angela Voigt (Weitsprung) 6,92 m
- 19. Mai 1976:  Siegrun Siegl (Weitsprung) 6,99 m
- 01. Juli 1977:  Marlies Göhr (100-Meter-Lauf) 10,88 s
- 03. Juli 1977:  Rosemarie Ackermann (Hochsprung) 1,96 m (egalisiert)
- 12. Aug. 1978:  Evelin Jahl (Diskuswurf) 70,72 m
- 13. Juni 1979:  Ruth Fuchs (Speerwurf) 69,52 m
- 03. Juli 1986:  Heike Drechsler (Weitsprung) 7,45 m
- 26. Apr. 2015:  Thomas Dold (10 km Rückwärtslauf) 39:20 min

## Länderspiele der deutschen Fußballnationalmannschaft
Die deutsche Fußballnationalmannschaft trat bis zum Zweiten Weltkrieg zu vier Länderspielen im damaligen Stadion am Ostragehege an.
- 05. Mai 1921:  Deutsches Reich –  Österreich 3:3 (Freundschaftsspiel)[20]
- 28. Sep. 1930:  Deutsches Reich –  Ungarn 5:3 (Freundschaftsspiel)[21]
- 26. Mai 1935:  Deutsches Reich –  Tschechoslowakei 2:1 (Freundschaftsspiel)[22]
- 16. Nov. 1941:  Deutsches Reich –  Dänemark 1:1 (Freundschaftsspiel)[23]

## Länderspiele der DDR-Fußballnationalmannschaft
Auch die Fußballnationalmannschaft der DDR war vier Mal im Dresdner Stadion zu Gast.
- 14. Juni 1953:  DDR –  Bulgarien 0:0 (Freundschaftsspiel, erstes Heimspiel der DDR)[24]
- 01. Mai 1959:  DDR –  Ungarn 0:1 (Freundschaftsspiel)[25]
- 14. Okt. 1962:  DDR –  Rumänien 3:2 (Freundschaftsspiel)[26]
- 16. Apr. 1969:  DDR –  Wales 2:1 (Qualifikation zur WM 1970)[27]

## Länderspiele der deutschen Fußballnationalmannschaft der Frauen
Auch die deutsche Fußballnationalmannschaft der Frauen war ein Mal im Heinz-Steyer-Stadion zu Gast.
- 28. Mai 1998:  Deutschland –  Neuseeland 8:0 (Freundschaftsspiel)[28]

## Galerie

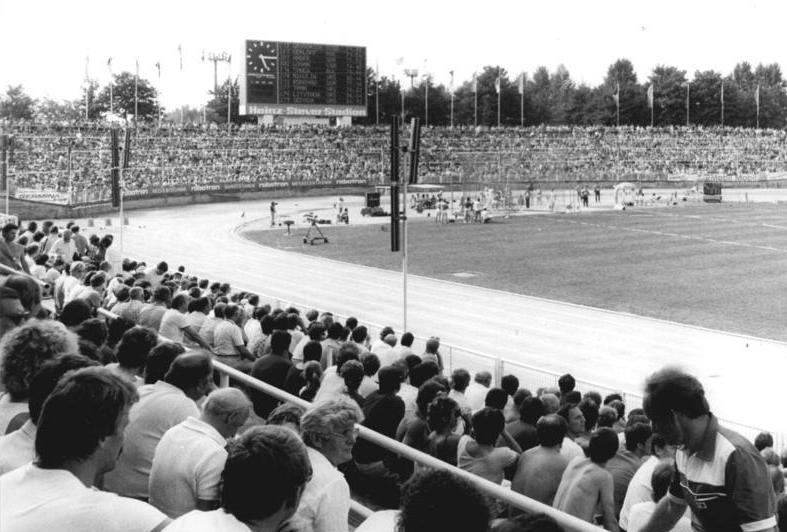
Das Heinz-Steyer-Stadion im Jahr 1986
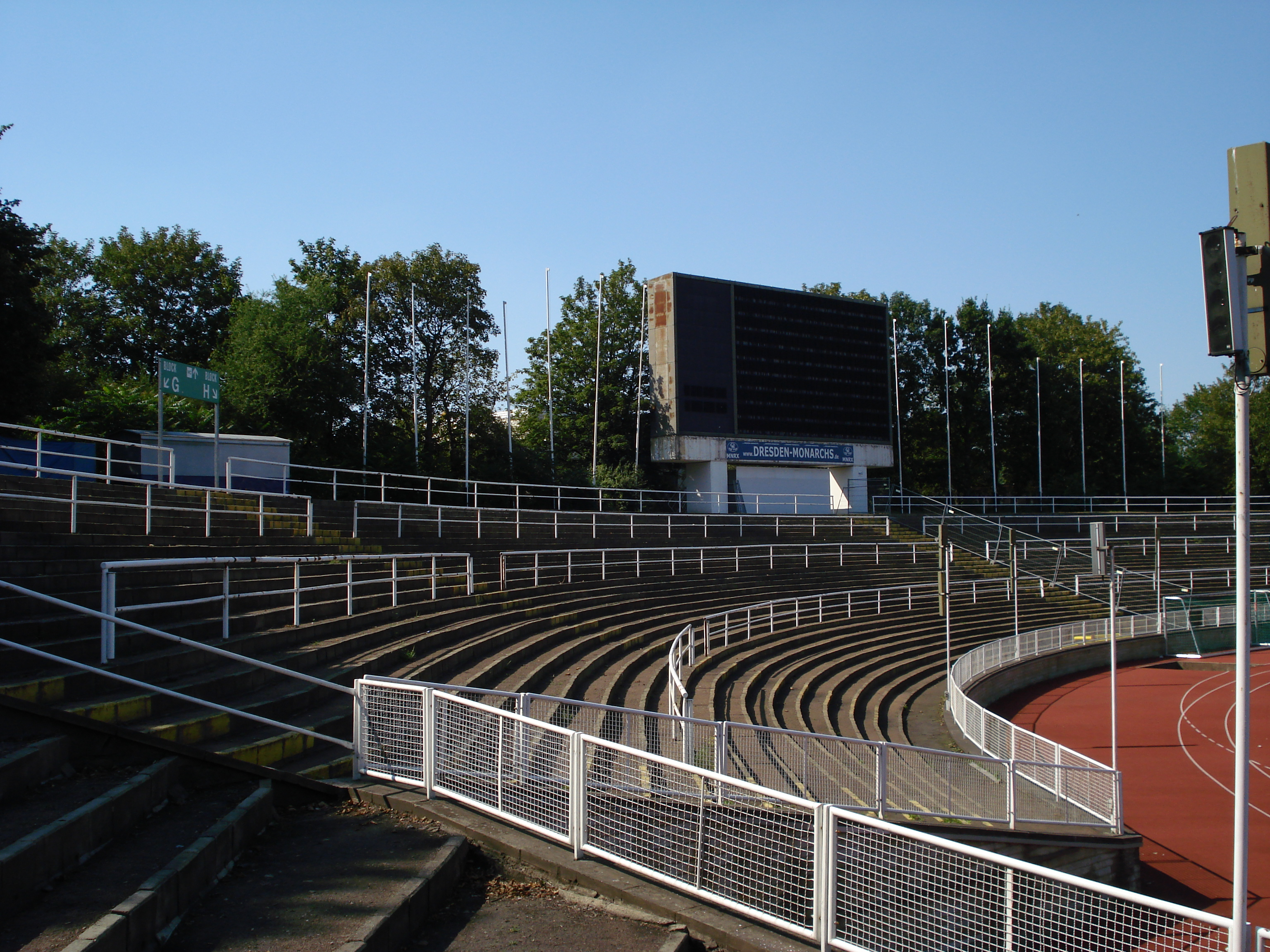
Die Anzeigetafel im Heinz-Steyer-Stadion (Juli 2007)
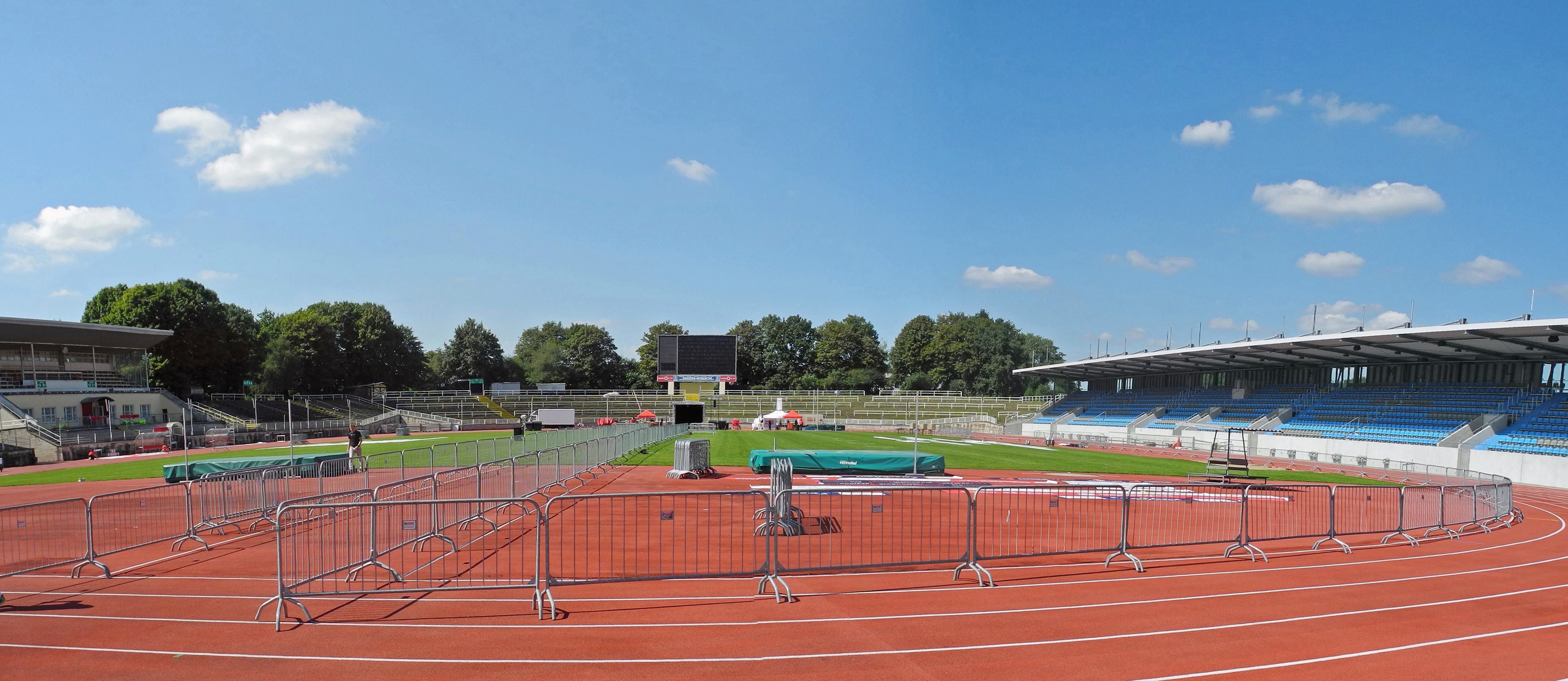
Das Heinz-Steyer-Stadion im August 2017
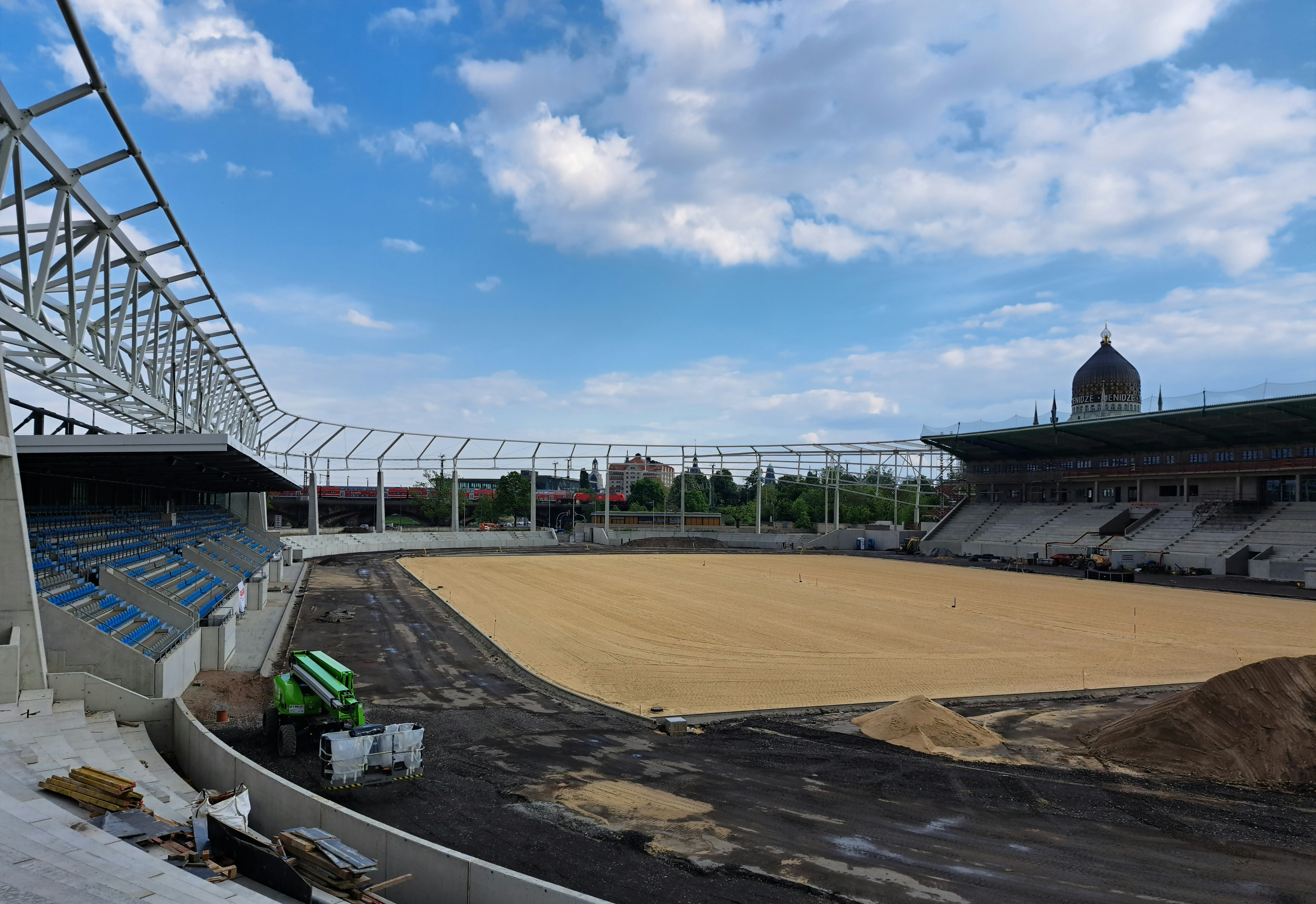
Die Baustelle im Mai 2023
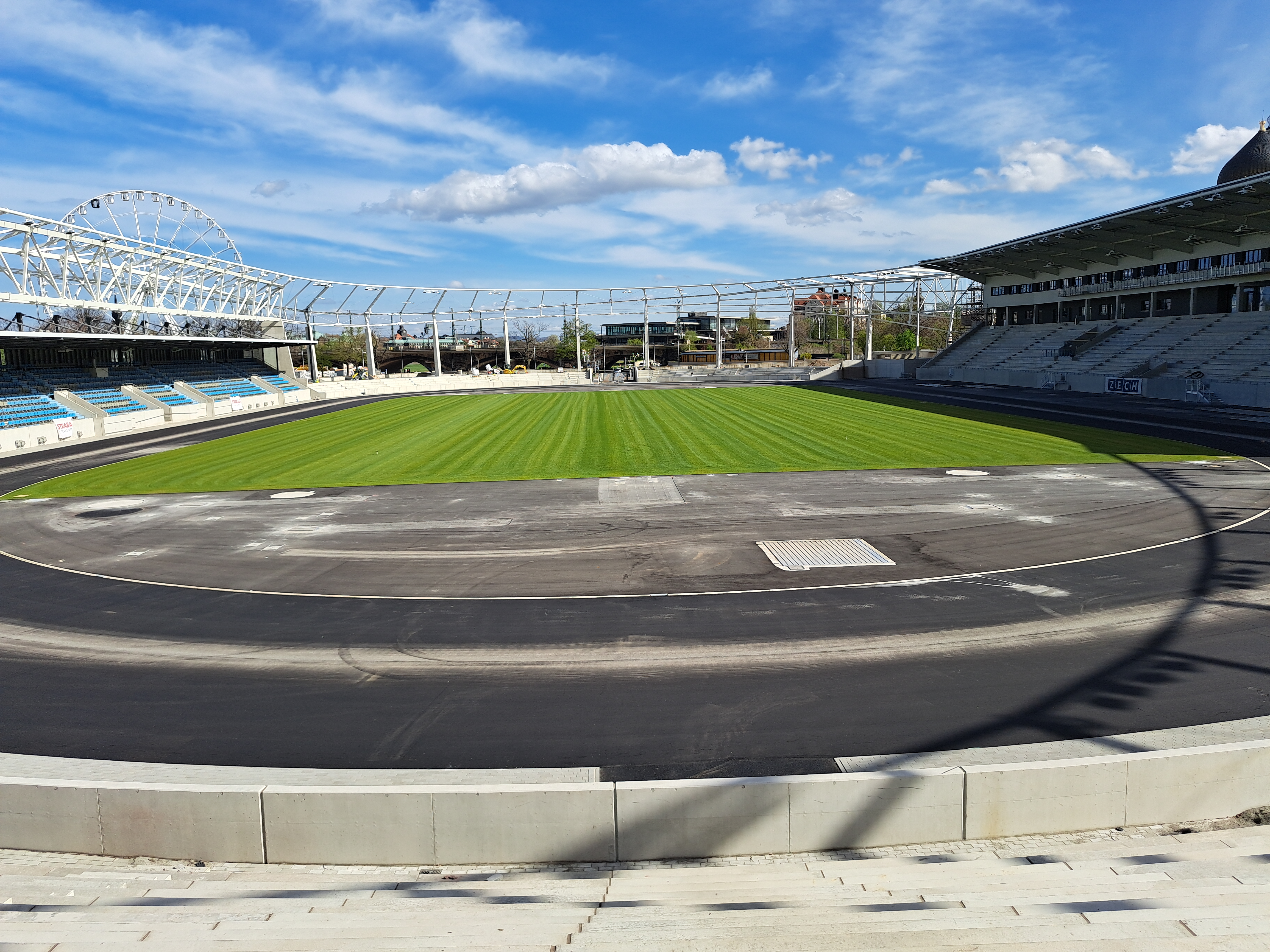
Blick durch das Stadion zur Osttribüne im April 2024
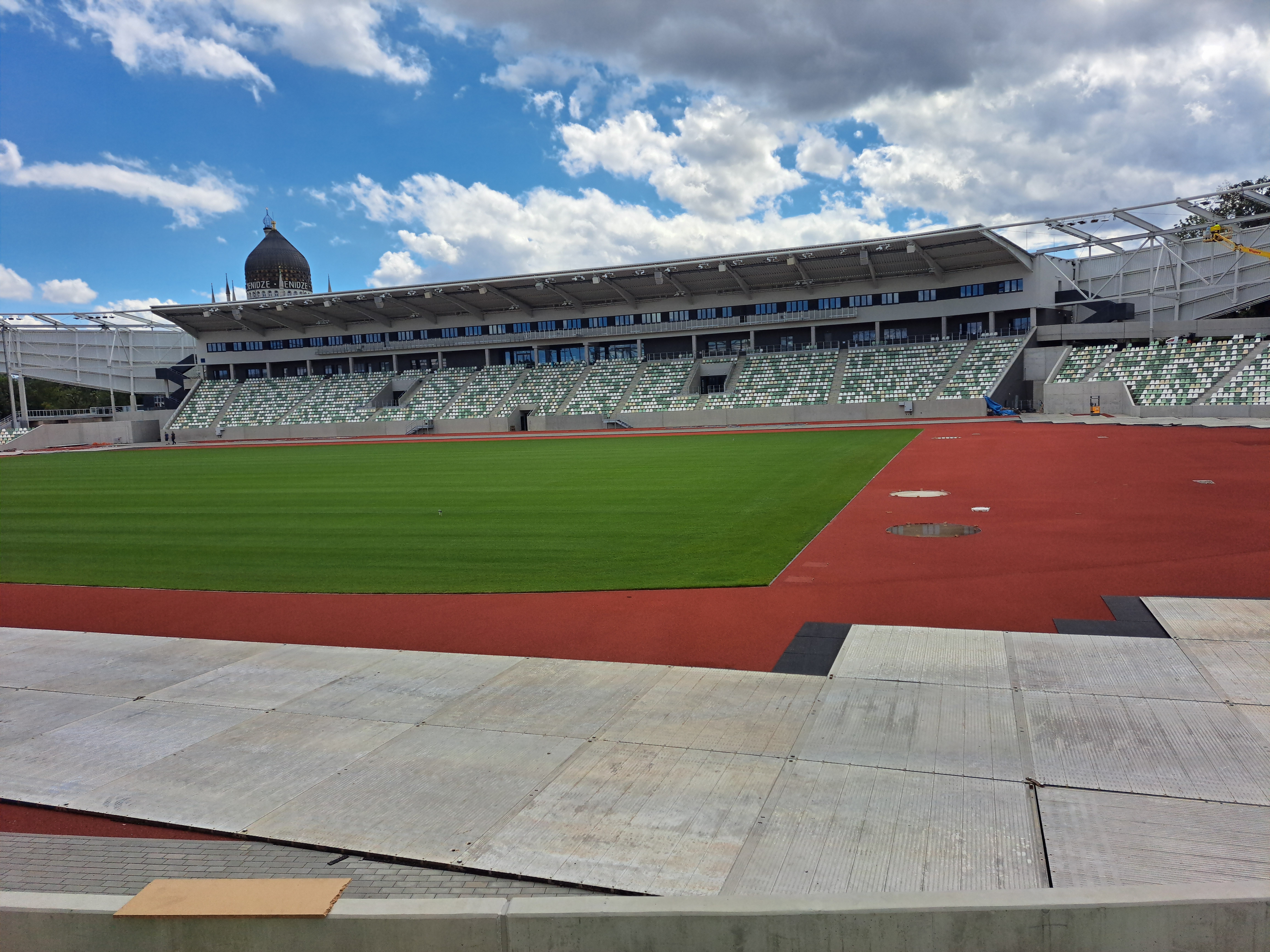
Die Haupttribüne im Juli 2024